# Iphiaulax flagrator
Iphiaulax flagrator är en stekelart som först beskrevs av Gerstaecker 1858.  Iphiaulax flagrator ingår i släktet Iphiaulax och familjen bracksteklar. Inga underarter finns listade i Catalogue of Life.